# إضراب الشحاتين (فلم)
إضراب الشحاتين هو فيلم مصري تم إنتاجه عام 1967، قصة إحسان عبد القدوس وإخراج حسن الإمام وبطولة لبنى عبد العزيز وكرم مطاوع وتحية كاريوكا ومحمود المليجي.

## تمثيل
- لبنى عبد العزيز
- كرم مطاوع
- تحية كاريوكا
- محمود المليجي
- سعيد صالح
- محمد رضا
- سمير صبري
- زوزو شكيب
- ثلاثي أضواء المسرح

## وصلات خارجية
- إضراب الشحاتين على موقع IMDb (الإنجليزية)
- إضراب الشحاتين على موقع كينوبويسك (الروسية)